# Fränzi geht schlafen
Fränzi geht schlafen (englischer Originaltitel Bedtime for Frances) ist das erste Buch des US-amerikanischen Schriftstellers Russell Hoban aus der Fränzi-Serie. Das Bilderbuch wurde von Garth Williams illustriert und 1960 bei Harper & Row veröffentlicht. Die deutsche Erstausgabe erschien 1963 bei Sauerländer.

## Inhalt
Fränzi, ein kleines Dachsmädchen, muss um 7 Uhr abends schlafen gehen. Doch sie ist noch überhaupt nicht müde. Um das Zu-Bett-Gehen hinauszuzögern fallen ihr verschiedene Dinge ein, die sie davor noch benötigt: Ein Glas Milch, den Teddy-Bär, ihre Puppe und natürlich jede Menge Gute-Nacht-Küsse von Mama und Papa Dachs. Daraufhin versucht sie einzuschlafen, doch immer wieder sucht sie ihre Eltern auf, weil etwas vermeintlich Bedrohliches Fränzi am Einschlafen hindert: Ein Tiger, ein dunkler Riese, etwas Unheimliches, das aus einer Spalte an der Decke ihres Zimmers krabbelt oder etwas, das den Vorhang bewegt. Irgendwann reicht es Vater Dachs und er droht, ihr den Hintern zu versohlen, sollte sie nicht endlich einschlafen. Zwar macht sich Fränzi wegen eines Geräuschs am Fenster (eine Motte stößt immer wieder gegen das Fensterglas) noch einmal auf den Weg zu ihren Eltern, besinnt sich aber auf halbem Weg auf die Drohung ihres Vaters, kehrt in ihr Bett zurück und schläft schließlich ein.

## Kommentare
Zwar sind die Hauptdarsteller in Fränzi geht schlafen eine Dachsfamilie, doch handelt es sich nicht eigentlich um eine Tiergeschichte, sondern um das Porträt des Verhaltens eines typischen Kleinkinds, das mit Witz und scharfsinniger Beobachtung geschrieben ist. Das Besondere an dem Buch ist der Sprachrhythmus: Die ersten Sätze sind staccatohaft und wie gemacht für Leseanfänger, doch ändert sich die Länge, je mehr die Phantasie mit Fränzi durchgeht. Das Lied über das Alphabet, das Frances im Bett singt, ist ein Vertreter sogenannter Nonsens-Songs, wie Kinder sie besonders lieben. Der Text hat die sich wiederholenden, manchmal melodischen Formulierungen, die gerade kleine Kinder ansprechen.
Wegen der Androhung, ihr den Hintern zu versohlen (was nicht geschieht, sie aber schließlich dazu bringt, im Bett zu bleiben), geriet das Buch in die Kritik.

## Referenzen
Fränzi geht schlafen ist in dem literarischen Nachschlagewerk 1001 Kinder- und Jugendbücher – Lies uns, bevor Du erwachsen bist! für die Altersstufe 0–3 Jahre enthalten.

## Verfilmung
Die Geschichten rund um Fränzi wurden 2008 als animierte TV-Serie Bedtime for Frances von HIT Entertainment veröffentlicht.

## Ausgaben
- Bedtime for Frances. Harper & Row, USA 1960 (librarything.com).
- Fränzi geht schlafen. Sauerländer, 1963.